# Arthur Rubinstein
Arthur (Artur) Rubinstein (n. 28 ianuarie 1887, Łódź, Polonia - d. 20 decembrie 1982, Geneva, Elveția) a fost un pianist polonez de origine evreiască, considerat unul din cei mai mari pianiști ai secolului al XX-lea.

## Biografie
S-a născut la Łódź, în Polonia dintr-o familie de evrei, fiind al șaptelea copil, mezinul familiei. Și-a început studiile în Varșovia, unde a avut primul concert la vârsta de șapte ani. A continuat studiile la Berlin îndrumat atent de către Joseph Joachim sub a cărui baghetă a debutat în 1899 interpretând Concertul în La major, KV 488 de Wolfgang Amadeus Mozart. În 1904 merge la Paris, unde îi întâlnește pe compozitorii Maurice Ravel, Paul Dukas, George Enescu și pe violonistul Jacques Thibaud. Debutează pe celebra scenă Carnegie Hall din New York în 1906 interpretând Concertul nr. 2 pentru pian și orchestră de Camille Saint-Saëns, concert pe care îl va cânta și în ultima sa apariție televizată în anul 1979. Au urmat apoi turnee în Statele Unite, Austria, Italia și Rusia. În 1912 a debutat la Londra, unde va frecventa până în 1914 salonul muzical al lui Paul și Muriel Draper, salon frecventat printre alții de către Igor Stravinski, Jacques Thibaud, Pablo Casals sau Pierre Monteux. 
Între 1916 și 1917 Rubinstein a efectuat turnee în Spania și America de Sud iar în 1921 două turnee în SUA. Între 1932-1937 își întrerupe cariera concertistică pentru a-și perfecționa tehnica relansându-se apoi ca un gigant al pianisticii secolului al XX-lea. Pe parcursul celui de al doilea război mondial cariera lui s-a desfășurat doar în Statele Unite unde primește cetățenia în 1946. Pe lângă activitatea solistică s-a ocupat și de muzica de cameră, printre partenerii săi numărându-se Eugène Ysaye (1858–1931), Gregor Piatigorsky (1903–1976), Jascha Heifetz (1901-1987) și Henryk Szeryng (1918-1988). A refuzat să cânte în Germania postbelică pentru că membrii familiei sale au fost exterminați de către naziști. S-a retras de pe scenă la vârsta de 89 de ani în 1976, recitalul de adio susținându-l la Londra.
A trăit 95 de ani; interesanta poveste a vieții lui fiind cuprinsă în două volume autobiografice intitulate My Young Years (1973) și My Many Years (1980). Era un poliglot vorbind fluent opt limbi. La 45 de ani s-a căsătorit cu Aniela (Nela) Mlynarska, cu care a avut patru copii.
A  murit la Geneva în anul 1982. Conform dorinței sale, corpul său a fost incinerat, iar cenușa sa a fost adusă în Israel. Ea a fost îngropată în Pădurea Ierusalimului, într-o pădurice care îi poartă numele, lângă moshavul Aminadav. Locul mormântului său este un punct de observație preferat al peisajului creat de pădurile din împrejurime, și în apropierea sa a fost așezat un monument sub forma unor valuri de clape de pian.

## Înregistrări
Arthur Rubinstein a fost un pionier în domeniul înregistrărilor efectuând înregistrări între anii 1927 - 1976. Întreaga carieră de pianist este foarte bine reflectată de imensa colecție de 94 de cd-uri intitulată "The Rubinstein Collection" și editată de BMG în anul 1999 ce conține peste 700 de înregistrări, însumând peste 100 de ore de muzică; de departe cel mai înregistrat și reînregistrat compozitor fiind Chopin (nocturnele, concertele, scherzouri-le, polonezele, baladele și mazurcile). Integrala concertelor pentru pian de Beethoven poate fi găsită de asemenea în trei ediții.